# Lloyd’s List
Lloyd’s List – brytyjski dziennik o tematyce morskiej, założony w 1734 roku przez Edwarda Lloyda.

## Historia
Nazwa gazety pochodzi od Edwarda Lloyda, który prowadził kawiarnię w Londynie, początkowo przy Tower Street, a od 1691 roku przy Lombard Street. Kawiarnia Lloyda służyła jako miejsce spotkań kupców wymieniających się informacjami, negocjujących stawki ubezpieczeń i przewozów. Nie później niż w styczniu 1692 roku Lloyd zaczął publikować cotygodniową broszurę Ships Arrived at and Departed from several Ports of England, as I have Account of them in London ... [and] An Account of what English Shipping and Foreign Ships for England, I hear of in Foreign Ports. We wrześniu 1699 Lloyd przeniósł dzień publikacji cotygodniowej broszury z soboty na piątek.
Po śmierci Lloyda publikacją broszury zajęło się stowarzyszenie Lloyd’s Coffee House, które wzięło swoją nazwę od jego kawiarni. Najstarsze zachowane egzemplarze tych broszur pochodzą z 22 grudnia 1696 i 27 września 1698 roku, a ich numery kolejne to 257 i 345. W połowie marca 1735 roku gazeta zaczęła być wydawana dwa razy w tygodniu, we wtorki i piątki, zaczęto je także od nowa numerować. W 1769 roku utworzona została konkurencyjna organizacja New Lloyd’s Coffee House, która zaczęła wydawać New Lloyd’s List. Najstarsze zachowane numery tego pisma pochodzą z roku 1771.
Od 1773 roku wydawana była już tylko New Lloyd’s List, jednakże w 1789 roku jej nazwa została zmieniona na Lloyd’s List. Od 1 lipca 1837 roku czasopismo zaczęło ukazywać się codziennie z wyjątkiem niedziel, wydawało je wówczas Corporation of Lloyd’s. W lipcu 1884 roku wydawnictwo połączono z Shipping and Mercantile Gazette, ale w czerwcu 1914 roku Corporation of Lloyd’s przejęło na powrót odpowiedzialność za wydawanie czasopisma.
W 1973 roku publikację gazety przejęła Lloyd’s of London Press Ltd. W 2013 roku podjęto decyzję o zakończeniu wydawania jej w wersji papierowej, pozostawiając jedynie wersję cyfrową. Powodem decyzji była mała liczba prenumeratorów wersji papierowej przy rosnącej liczbie użytkowników wersji cyfrowej.